# تی‌وی لند
تی‌وی لند (به انگلیسی: TV Land) یک شبکه تلویزیونی پولی آمریکایی تحت مالکیت ویاکام سی‌بی‌اس است. ستاد مرکزی این شبکه در وان استور پلازا در شهر نیویورک است. تا ژانویه ۲۰۱۶ این شبکه در ۹۰ میلیون خانه در آمریکا در دسترس بود.